# Тейль ван Сераскеркен, Фёдор Васильевич
Барон Фёдор Васильевич (Дидерик Якоб) Тейль ван Сераскеркен (нидерл. Diederik Jacob van Tuyll van Serooskerken; 1772—1826) — военачальник эпохи наполеоновских войн, генерал-майор Русской императорской армии, дипломат.

## Биография
Тейль ван Сераскеркен родился в 1772 году в семье голландских дворян. Служил в голландской армии, 23 ноября 1803 года был зачислен в российскую армию в чине капитана и принят по квартирмейстерской части в Свиту Его Императорского Величества.
Был одним из участников экспедиции на остров Корфу в 1805 году, за заслуги в которой произведён в майоры.
Во время Войны четвёртой коалиции Тейль ван Сераскеркен сражался с Наполеоном в Пруссии.
В ходе русско-шведской войны был ранен в баталии при Иденсальми и за заслуги пожалован в 1808 году в подполковники, 14 апреля 1809 года в полковники.
В 1810 году получил приказ отправиться в Вену, где находясь при русском посольстве занимался поиском важной стратегической информации о французской армии; его доклады способствовали спасению многих жизней русских солдат.
Тейль ван Сераскеркен принимал непосредственное участие в Отечественной войне 1812 года, будучи генерал-квартирмейстером 3-й Западной армии.
Затем участвовал в войне шестой коалиции. 26 мая 1813 года «в награду заслуг, оказанных в разных сражениях» пожалован погонами генерал-майора.
С мая 1814 года служил России на дипломатическом поприще: в 1814—1817 годах — глава специальной миссии при неаполитанском дворе (в 1816 году пытался склонить папу римского Пия VII к присоединению к Священному союзу); в 1819—1821 годах — посланник при португальском дворе в Рио-де-Жанейро, затем в Лиссабоне; в 1822—1826 годах — посланник в Вашингтоне.
Умер в 1826 году.
В честь Ф. В. Тейля назван остров в Антарктике (остров Тейля [Десепшен], Южные Шетландские острова, 62°55′ ю.ш. 60°38′ з.д., открыт американским промышленником Палмером, название присвоено в 1821 году экспедицией Беллинсгаузена—Лазарева).